# A.S.D. Pisoniano
Associazione Sportiva Dilettante Pisoniano là một câu lạc bộ bóng đá Ý đến từ Pisoniano, Lazio. Đội hiện đang chơi ở Eccellenza Lazio. Màu sắc của nó là xanh lá cây và xanh dương.